# Raffaele Andrea Viscuso
Raffaele Andrea Viscuso (Catania, 30 novembre 1975) è un cantautore, compositore e produttore discografico italiano.

## Biografia
Ha studiato canto con Lilla Costarelli (corista di Sanremo e di Giorgia) Rosalba Bentivoglio (cantante e compositrice Jazz) e Antonella Leotta. Contemporaneamente intraprende lo studio della chitarra e si appassiona alla composizione, iniziando a scrivere i propri brani inediti. Partecipa a diversi corsi e seminari di scrittura creativa tenuti da Giuseppe Anastasi (docente del CET di Mogol ed autore di Arisa) Saverio Grandi (autore di Vasco Rossi, Eros Ramazzotti, Laura Pausini) e Roberto Casalino (autore di Marco Mengoni, Francesca Michelin, Giusy Ferreri). Nel 2015 collabora in qualità di autore a Meravigliosa vita, l'album celebrativo del 70º compleanno di Bobby Solo insieme ad altri autori tra cui Mogol. Il brano di cui è coautore si intitola Volo 453. Ha collaborato con giovani talenti come Andrea Settembre che canta nel 2013 la canzone Lasciami cadere di cui è autore Viscuso e si esibisce durante la trasmissione Io canto”. Nel 2017 collabora con Serena De Bari diventando coautore del brano "Quando finisce l'estate". De Bari aveva partecipato nel 2016 al programma televisivo "Amici di Maria De Filippi". Nel 2017 Raffaele Viscuso è anche coautore dell’inno celebrativo "Andiamo all’Atalanta" scritto in omaggio dei 100 anni della società calcistica di serie A Atalanta e pubblicata per l'etichetta Warner Chappell Music Italiana. Nel 2018 scrive per Alice Caioli e Leonardo Monteiro, entrambi in gara al 68º Festival di Sanremo. Per Alice è coautore di "Otto passi", (Rusty Records/Warner Chappell Italia) per Leonardo scrive testo e musica di "Fatto di te" (Nar International). Entrambi i singoli andranno in rotazione radiofonica nazionale. Nel febbraio del 2021 Luca Madonia in qualità di featuring interpreta “Senza paracadute”, canzone scritta dallo stesso Viscuso e title track dell’omonimo disco di Giovanna D’Angi. All’interno del videoclip oltre Madonia e la D’Angi in qualità di interpreti, anche l’attore Bruno Torrisi ed il presentatore Salvo La Rosa.
Nel 2022 scrive il brano "Solo tu puoi decidere" canzone originale del film "Tenebra". La pellicola, distribuita sui circuiti "The Space" e "UCI Cinemas" vede come protagonista Elisa del Genio, già Lenù nella serie TV "L'amica geniale". Il brano è stato interpretato da Giovanna D’Angi.
Nel 2023 scrive testi e musica di “Insieme” brano interpretato dal Maris’ Chorus con la sentita partecipazione di Maria Grazia Cucinotta. La canzone “Insieme” è frutto di un progetto sociale e nasce dalla volontà dell’Associazione MARIS, Malattie Reumatiche Infantili Sicilia, di dare voce e risposte ai bambini e i ragazzi che soffrono di queste patologie.
Nel dicembre 2023 compone la colonna sonora per il film “Come il sale nell’acqua” un lungometraggio che attraverso la coinvolgente storia del giovane protagonista, mette in risalto l'amore e l’importanza della tutela della natura e del verde pubblico. Il film, dopo la partecipazione in diversi festival, sarà disponibile, nei primi mesi del 2025, attraverso le principali piattaforme di streaming online.
Nel 2024 Realizza il Logo sonoro per la Società Kiranet srl, azienda con esperienza pluriennale nei settori dell’Information and Communication Technologies che opera in diversi comparti industriali quali l’Aerospaziale, Healthcare e Smart-cities.
Nell’ottobre dello stesso anno, viene pubblicata la canzone intitolata “Avatar” un brano con un messaggio profondo che esplora l’interconnessione tra l’uomo ed il mondo. Il testo di “Avatar” è stato scritto da Raffaele Viscuso insieme a Davide De Marinis. La musica è dello stesso Viscuso che ha curato anche la direzione artistica del progetto. Il brano è cantato dalla giovane artista NeVe in duetto con Davide De Marinis.

### Attività da produttore artistico
Con l'obbiettivo di promuovere la cultura della musica tra i giovani e di dare voce ai nuovi talenti italiani inizia la carriera di produttore artistico.  Nel 2018 realizza l'album Senza paracadute dell'etichetta Senza Dubbi s.a.s. interpretato da Giovanna D’Angi (artista che ha partecipato a Sanremo nel 2005). Lo stesso Viscuso ha scritto tutti i brani del disco in alcuni avvalendosi della collaborazione di altri autori del panorama italiano; tra questi Gaetano Capitano (Il Dio delle piccole cose per Gazzè/Fabi/Silvestri), Andrea Gallo (Eva per Mina & Celentano) e Mauro Lusini compositore di C’era un ragazzo che come me amava i Beatles e i Rolling Stones  per Gianni Morandi. Nel 2019 segue Andrea Settembre che, dopo aver vinto il FestivalShow con il brano "Su", scritta e composta dallo stesso Viscuso, partecipa a The Voice scelto nel Team D’Alessio. Sempre nel 2019 scrive con l'artista milanese Roberta Marten “Imbarazzismo” un brano interpretato dalla stessa Roberta insieme a Platinette.

## Discografia

### Singoli
| Anno | Paese  | Interprete                                | Titolo                | Autori/Compositori                                                             | Label                  | Edizioni                                               |
| ---- | ------ | ----------------------------------------- | --------------------- | ------------------------------------------------------------------------------ | ---------------------- | ------------------------------------------------------ |
| 2015 | Italia | Bobby Solo                                | Volo 453              | Raffaele Andrea Viscuso,Roberto Satti,Francesco Morettini, Luca Angelosanti    | CM Management          | Warner Chappell Italia, CM Management                  |
| 2017 | Italia | Iaso                                      | Andiamo all’Atalanta  | Raffaele Andrea Viscuso, Francesco Morettini, Luca Angelosanti                 | Warner Chappell Italia | Warner Chappell Italia                                 |
| 2018 | Italia | Leonardo Monteiro (Sanremo2018)           | Fatto di te           | Raffaele Andrea Viscuso                                                        | Nar International      | Nar International                                      |
| 2018 | Italia | Alice Caioli (Sanremo2018)                | OttoPassi             | Raffaele Andrea Viscuso, Alice Caioli, Massimo Severo Sestu, Andrea Maestrelli | Rusty Records          | Warner Chappell Italia, Senza Dubbi sas, Rusty Records |
| 2022 | Italia | Giovanna D’angi                           | Solo tu puoi decidere | Raffaele Andrea Viscuso                                                        | TNM Produzioni         | TNM Produzioni                                         |
| 2023 | Italia | Maris’ Chorus feat Maria Grazia Cucinotta | Insieme               | Raffaele Andrea Viscuso                                                        | RVM Produzioni         | RVM Produzioni                                         |
| 2024 | Italia | NeVe Feat Davide De Marinis               | Avatar                | Raffaele Andrea Viscuso Davide De Marinis                                      | RVM Produzioni         | RVM Produzioni                                         |

### Album
| Anno | Paese  | Interprete        | Titolo            | Label             | Edizioni                                                                                    |
| ---- | ------ | ----------------- | ----------------- | ----------------- | ------------------------------------------------------------------------------------------- |
| 2013 | Italia | Settembre         | Lasciami cadere   | Sony Music        | Sony Music - Nuove arti                                                                     |
| 2015 | Italia | Bobby Solo        | Meravigliosa Vita | CM Management     | Warner Chappell Italia, CM Management                                                       |
| 2018 | Italia | Alice Caioli      | #NegoFingoMento   | Rusty records     | Warner Chappell Italia, Senza Dubbi sas, Rusty RecordsWarner Chappell Italia, CM Management |
| 2018 | Italia | Leonardo Monteiro | Il mio tempo      | Nar International | Nar International                                                                           |

### Compilation
- 2003 – Girofestival  (Vietato Fumare – Self Distribuzione)
- 2013 – IO CANTO (RTI Mediaset – SONY MUSIC)
- 2015 – Il Cantagiro 2016  (ed. Il cantagiro)
- 2018 – FestivalShow 2018 (Smilax Publishing srl - Klasse uno srl - Warner Music)

## Produzioni artistiche

### Singoli
| Anno | Paese  | Interprete                                     | Titolo           | Autori/Compositori                          | Label           | Edizioni        |
| ---- | ------ | ---------------------------------------------- | ---------------- | ------------------------------------------- | --------------- | --------------- |
| 2019 | Italia | Roberta Marten feat Platinette (Mauro Coruzzi) | Imbarazzismo     | Raffaele Andrea Viscuso, Roberta Martinazzo | RM Management   | RM Management   |
| 2019 | Italia | Giovanna D’Angi                                | Ogni Giorno      | Raffaele Andrea Viscuso, Giuseppe Dacqui    | Senza Dubbi sas | Senza Dubbi sas |
| 2021 | Italia | Giovanna D’Angi feat Luca Madonia              | Senza paracadute | Raffaele Andrea Viscuso                     | Senza Dubbi sas | Senza Dubbi sas |

### Album
| Anno | Paese  | Interprete      | Titolo           | Label           | Edizioni        |
| ---- | ------ | --------------- | ---------------- | --------------- | --------------- |
| 2019 | Italia | Giovanna D’Angi | Senza Paracadute | Senza Dubbi sas | Senza Dubbi sas |

## Colonne Sonore
- Come il sale nell'acqua - Commedia 2023

## Premi e riconoscimenti
- 2012 – Scrive il brano Salvami che è finalista al Festival di Castrocaro 2012 trasmesso in prima serata su RAI 1[12]
- 2013 – Raffaele Viscuso è uno dei vincitori del contest "Grandi autori per piccoli talenti" indetto dalla S.I.A.E e da Mediaset per la trasmissione Io canto con il brano Lasciami cadere[13]
- 2015 – Il brano Quando non ci sei interpretato da Flavia Lanni vince il Cantagiro nella sezione Junior[14]
- 2018 – Il brano Su interpretato da Andrea Settembre vince il Festival Show 2018[15]